# Forskrevet sig til Satan
Forskrevet sig til Satan er en dansk stumfilm fra 1913 med ukendt instruktør.

## Handling
Denne artikel mangler et handlingsreferat. Hjælp os med at skrive det.

## Medvirkende
- Jon Iversen - Jules Dupont, maler
- Helga Tønnesen - Musette, malerens model og kæreste
- Kristian Møllback - Lagrange
- Lauritz Hansen - Ducroix
- Gyda Aller - Fru de Montrose
- Arnold Petersen - Francois, tjener hos Jules
- Axel Schultz - Den fremmede
- Emy Lund - Madame Decamp
- Knud Rassow - Den onde ånd